# Aphelenchida
Aphelenchida is een relatief grote orde van rondwormen. Aphelenchida-rondwormen hebben een stilet voor de voeding en een zeer prominent aanwezige bolling in het midden van de slokdarm. Ze zijn kosmopolitisch. Sommige worden geassocieerd met insecten, kunnen een ectoparasiet of endoparasiet zijn of ze gebruiken alleen het insect als transportmiddel. Anderen worden geassocieerd met planten zoals wortellesieaaltjes, stengelaaltjes en bladaaltjes, die al of niet pathogeen kunnen zijn voor de plant. Weer anderen worden geassocieerd met schimmels, die zich voeden met de schimmeldraden en sommige zijn vrijlevend. Er kan een aanzienlijke fenotypische plasticiteit met betrekking tot de voedselbron binnen soorten bestaan, waarbij vrijwel elke combinatie van de hierboven genoemde categorieën mogelijk is. Soms houden verschillende voedselbronnen morfologisch verschillende fasen in, maar ze kunnen ook alleen gedragsverschillen met zich meebrengen en soms alleen afhankelijk zijn van de onmiddellijke beschikbaarheid van verschillende voedselbronnen. Sommige levenscycli hebben bij bepaalde gastheren een duidelijk verloop en zijn afhankelijk van de levenscyclus van de gastheer. Schimmeleters kunnen levenscycli van slechts 5 dagen hebben.

## Families
- Aphelenchidae
- Aphelenchoididae
- Myenchildae
- Paraphelenchidae
- Parasitaphelenchidae